# Boris Frumin
	Boris Moisseievitx Frumin (rus: Борис Моисеевич Фрумин, letó: Boriss Frumins) (Riga, RSS de Letònia, 24 d'octubre de 1947) és un guionista i director de cinema letó. La seva pel·lícula Oshibki yunosti va ser projectada a la secció Un Certain Regard del Festival Internacional de Cinema de Canes de 1989. El seu projecte Siberian Trangle va ser presentat al 32è Festival Internacional de Cinema de Moscou.

## Filmografia
- Dnevnik direktora shkoly (1975)
- Family Melodrama (1976)
- Oshibki yunosti (1978)
- Black and White (1992)
- Viva Castro! (1994)
- Nelegal (2006)
- Street Days (2010)
- Blind Dates (2013)